# کیپریپدیوم اکوله
کیپریپدیوم اکوله (نام علمی: Cypripedium acaule) یک عضو از ثعلبیان سرده کیپریپدیوم است. اعضای این جنس معمولاً به عنوان بانوی ارکیده لغزنده شناخته می‌شوند.